# Cezar de Neapole
Cezar cel Viteaz (în limba latină: Caesarius, în limba italiană: Cesario il Valoroso) a fost amiral al flotei ducatului de Neapole în vremea domniei tatălui său, Sergiu I și a fratelui său Grigore al III-lea, așadar între anii 840 și 870.
În 846, el a comandat contingentul napolitan care a participat la victoria creștină asupra sarazinilor de la Gaeta. În 849, a fost comandantul napolitanilor în bătălia de la Ostia.
În luna mai a anului 859, o masivă expediție comună a flotelor din Salerno, Napoli, Amalfi și Suessola a pornit împotriva Capuei. Principele de Capua, Lando I era paralizat în acel moment, iar fiul său, Lando al II-lea a luat armele pentru apărarea orașului. El a reușit să respingă forțele trimise asupra sa, conduse de Cezar de Neapole și de fratele său Grigore (viitorul Grigore al III-lea de Neapole), în confruntarea de la podul de la Teodemondo pe râul Volturno. Cezar a fost capturat îmrepună cu 800 de soldați și trimis la Capua în lanțuri. Cronicarul Erchempert plasează bătălia în data de 8 mai, ziua Sfântului Mihail , al cărui cult era popular în rândurile longobarzilor.
În 870, Cezar a fost închis de către nepotul său de frate, Sergiu al II-lea, dat fiind că se opusese apropierii dintre duce și dinastia sarazină a  aghlabizilor din Africa de nord, după care a murit în închisoare.